# ГІМЦ «Всесвіт»
Громадський Інформаційно-методичний центр (далі — ГІМЦ) «Всесвіт» був створений в Харкові у червні 2001 року. ГІМЦ «Всесвіт» є недержавною, неприбутковою громадською організацією.

## Напрямки роботи
Статутними цілями ГІМЦ «Всесвіт» є:
1. сприяння побудові громадянського суспільства в Україні;
2. сприяння захисту навколишнього середовища України шляхом просвітницької діяльності серед широких мас населення;
3. впровадження сучасних ідей і технологій, які сприятимуть здоровому образу життя суспільства та індивідуума та сталого розвитку України.

## Проекти
За рахунок власних або коли є донорських коштів ГІМЦ «Всесвіт» на постійній основі виконує такі програми:
1. Моніторинг дій влади у контексті відкритого суспільства [Архівовано 4 лютого 2011 у Wayback Machine.]
2. Моніторинг права громадян на доступ до інформації про діяльність влади [Архівовано 15 січня 2013 у Wayback Machine.]
3. Систематизація та адаптація соціальних технологій побудови громадянського суспільства.
4. Соціально-інженерна практика у спільнотах, що формуються навколо інтерактивних Інтернет-ресурсів.
5. Технічна підтримка Сайту «Майдан» [Архівовано 6 квітня 2007 у Wayback Machine.]

### Про сайт «Майдан»
Сайт «Майдан» [Архівовано 6 квітня 2007 у Wayback Machine.] існує з 20 грудня 2000 року. Це волонтерський ресурс з більш ніж 130 000 публікаціями, проіндексованими Гуглем та більше ніж мільйоном форумних повідомлень. Міжнародний фонд «Відродження» надав грантову підтримку проектів з відновлення та технічної реконструкції сайту.[джерело?]
Сайт був заснований як офіційний ресурс «України без Кучми». З того часу на ньому відбувалось  висвітлення низки громадянських кампаній в Україні.
У 2004 році сайт став основним джерелом новин про Помаранчеву революцію, в розпал протестів 23 листопада на сайті було оприлюднено близько 1500 новин. Сам термін «Помаранчева революція» вперше було оприлюднено в нас на форумі (дивися статтю Помаранчева революція). Сайт також був основним координаційним пунктом протестів в Інтернеті. 23 листопада 2004 року сайт відвідало півмільйона унікальних айпі.
У 2005 році шляхом відкритого консенсуального обговорення десятки учасників майдану на сайті написали фундаментальний документ Альянсу Майдан — Меморандум Майдану — єдиний документ публічної політики (policy paper) написаний в результаті Помаранчевої Революції. Меморандум містить перелік практичних завдань, спрямованих на подолання пост-тоталітарного стану в Україні, утвердження принципу «влада відповідальна перед народом, суспільство контролює владу», захист, утвердження та розширення людських прав і свобод, утвердження верховенства права.
Після Помаранчевої революції на сайті «Майдан» систематично висвітлювали перебіг зокрема таких громадянських кампаній:
- «Пам'ятай про газ — не купуй російських товарів!»;
- «Проти деградації освіти»;
  - Кампанії на захист ЗНО;
- «Помста за розкол країни»

тощо.

### Правозахисна діяльність
Ми концентруємося на моніторингу та активному впровадженні права на доступ до інформацію про діяльність влади як одному з базових прав людини.
Наш сайт «Право Знати» сфокусований на інформаційних правах в Україні та у світі.

### Моніторингова діяльність (watchdog)
Разом з Харківською правозахисною групою, активісти сайту підготували доповідь «Права людини в Харківському регіоні» (2005) (грант National Endowment for Democracy та МФВ)
Проводився моніторинг таких параметрів:
- врахування громадської думки міською владою Харкова при забудові міста (2007) (грант Freedom House),
- незаконно засекречені урядові акти (з 2005) (на внески членів організації)
- право на доступ до інформації про діяльність влади (з 2005) (на внески членів організації та МФВ)
- повноту та доступність інформації на урядових вебсайтах (з 2010) (грант МФВ)
- виконання органами виконавчої влади «символічних» указів Ющенка про заборону тоталітарної символіки та вшанування пам'яті жертв Голодомору та учасників визвольних змагань (з 2011) (на внески членів організації)
- не особисте голосування народних депутатів України (з 2011) (на внески членів організації)
- реалізацію права на мирні збори (з 2011) (на внески членів організації)
- дотримання владою низки конституційних прав громадян (з 2012) (на внески членів організації та грант МФВ)

## Участь в інших об'єднаннях громадян
ГІМЦ «Всесвіт» є учасником Альянсу «Майдан», що був створений 2005 року за ініціативи адмінгрупи сайту «Майдан», громадянських активістів та правозахисників з метою сприяння розбудові громадянського суспільства в Україні. ВГО «Альянс Майдан» є зареєстрованим в Мін'юсті України шляхом повідомлення без утворення юридичної особи, громадські організації — учасники Альянсу, в тому числі і ГІМЦ «Всесвіт» беруть на себе функції репрезентації Альянсу.
ГІМЦ «Всесвіт» є також членом Громадянської Асамблеї України , Михайло Свистович є Секретарем ГАУ, Віктор Гарбар є членом Оргкомітету ГАУ
ГІМЦ «Всесвіт» також приєднався до руху «Стоп цензурі!»

## Публікації

### Публікації про всеукраїнські проекти

#### Моніторинг дій влади у контексті відкритого суспільства
- Зауваження та пропозиції ГІМЦ «Всесвіт» до проекту Порядку проведення моніторингу інформаційного наповнення вебсайтів органів виконавчої влади, розробленого Державним комітетом телебачення та радіомовлення [Архівовано 5 лютого 2011 у Wayback Machine.] (2010)
- Коментар ГІМЦ «Всесвіт» до * Постанови Кабінету міністрів України від 2 вересня 2010 р. № 809. [Архівовано 5 лютого 2011 у Wayback Machine.] (2010)
- Позиція ГІМЦ «Всесвіт» щодо визначення оптимального шляху нормативного врегулювання питання проведення консультацій з громадськістю та діяльності громадських рад. [Архівовано 5 лютого 2011 у Wayback Machine.] (2010)
- Громадська доповідь щодо реалізації Концепції сприяння органами виконавчої влади розвитку громадянського суспільства (розпорядження Кабінету Міністрів України № 1035-р від 21.11.07) та Плану заходів з реалізації Концепції сприяння органами виконавчої влади розвитку громадянського суспільства у 2008 році (розпорядження Кабінету Міністрів України № 784-р від 28.05.08).[недоступне посилання з червня 2019] (2008)
- Меморандум на підтримку вдосконалення законодавства про громадські організації України

#### Захист, утвердження та розширення права вільно обирати та бути обраним
- Виборчий тендер 2010: усвідомленість вибору, прозорість учасників, відповідальність переможця (2009–2010)
- «Вибори-2010. Тендер, що не відбувся.». Прес-конференція ГІМЦ «Всесвіт» — ВГО "Альянс «Майдан». Прес-реліз. (2010)

#### Моніторинг права громадян на доступ до інформації про діяльність влади
- ПРАВО НА ПРАВДУ: Що було, що є і що буде [Архівовано 25 червня 2011 у Wayback Machine.] (2009)
- Януковичу сподобалося видавати акти з грифом «для службового користування»[недоступне посилання з червня 2019] (2010)

#### Моніторинг повноти та доступності інформації на урядових вебсайтах
- Из официальных источников… Что скрывают интернет-сайты министерств и ведомств? [Архівовано 2 липня 2011 у Wayback Machine.] (2011)

#### Громадський контроль за владою
- Право Знати [Архівовано 15 січня 2013 у Wayback Machine.] (2008–2011)
- Влада і Соціум (2008–2011)
- Проти катувань (2009–2011)

### Публікації про діяльність в Харкові
- Меморандум щодо створення «Центру освітньої політики Харківського регіону»[недоступне посилання з червня 2019] (2005)
- Річна доповідь «Права людини у Харківській області» (2005)
- Стенограма пресс-конференції ГІМЦ «Всесвіт»: «Что строят на твоей земле? Спроси у горсовета!» [Архівовано 27 липня 2011 у Wayback Machine.] (2007)
- Стан врахування громадської думки при забудові міста Харкова [Архівовано 7 березня 2014 у Wayback Machine.] (2007)

### Публікації про міжрегіональні проекти
- «Західна та східна столиці України: у пошуках української ідентичності ХХІ століття» (2008)

## Контакти
Виконавчий директор Наталка Зубар
Правовий радник, кандидат юридичних наук Олександр Северин
Координатор проектів Віктор Гарбар
Експерт Михайло Свистович
Менеджер з комунікацій Людмила Ямщикова